# يو إف سي ليلة القتال: سانتوس ضد تيكسيرا
يو إف سي ليلة القتال: سانتوس ضد تيكسيرا (بالإنجليزية: UFC on ESPN: Santos vs. Teixeira)‏ (المعروف أيضًا باسم يو إف سي على إي إس بي إن 17 ويو إف سي فيغاس 13) هو حدث لفنون القتال المختلطة نظمته يو إف سي، وأُقيم في 7 نوفمبر 2020، على يو إف سي أبيكس في إنتربرايز، نيفادا، وهي جزء من منطقة لاس فيغاس الحضرية، الولايات المتحدة.